# OTP Bank
OTP Bank es el mayor banco comercial de Hungría, con operaciones en Europa Central y Oriental. El banco dispone de más de 1000 oficinas y da servicio a 10 millones de clientes en 8 países.
El empresario húngaro Sándor Csányi, que se estima que tiene un patrimonio neto superior a 1.000 millones de dólares, es el director y consejero ejecutivo (CEO) del banco.
OTP son las siglas de Országos Takarékpénztár (Caja de Ahorros Nacional) que indica el origen estatal del banco. 
OTP NyRt. tiene una capitalización de mercado de 10.900 millones de dólares (19 de septiembre de 2008).

## Historia
OTP fue creado en 1949 cuando se fusionaron dos bancos mayoritariamente estatales. Fue creado por intervención del estado mediante la fusión de los bancos Pesti Hazai Első Takarékpénztár (Primera Caja de Ahorros de Pest), Leszámítoló Bank (Banco de Compensación) y pequeños bancos de las zonas rurales del país. El control fue recabado por el ministro de Finanzas. Su deber consistía en llevar las cuentas de clientes nacionales y las administraciones locales. Los otros dos bancos fueron el Külkereskedelmi Bank (Banco de Comercio Exterior) y Beruházási Bank (Banco de Inversiones). La propiedad estatal duró desde 1949 hasta 1991, cuando los tres grandes bancos fueron privatizados, estableciendo así el OTP Bank, MKB Bank y el Banco K&H.
Durante la última década, OTP Bank, dirigido por el ambicioso CEO Sándor Csányi, se ha convertido en un gran actor en el mercado de Europa Central: ha realizado adquisiciones en Eslovaquia (OTP Banka Slovensko, a.s.), Bulgaria (DSK Bank), Rumania (RoBank, renombrado OTP Romania SA), Croacia (Nova Banka, renombrado como OTP Banka d.d.), Serbia (Niška banka, Kulska banka, y Zepter banka), Montenegro (Crnogorska komercijalna banka AD) y Ucrania (antiguo Raiffeisen Bank Ucrania). En junio de 2006, está negociando la posibilidad de adquirir diversos bancos pequeños y medianos en Rusia, Serbia y Croacia. En noviembre de 2007, OTP adquirió el 100% del banco ruso Donskoy Narodniy Bank por $40.95 millones.
OTP Bank permanece con mucha diferencia como el mayor banco de Hungría. Su posición solo se ha visto cuestionada una vez, aunque sin éxito, cuando Erste Bank adquirió Postabank, tratando de crear así la mayor entidad financiera de Hungría. Esta compra fue impugnada.
OTP Bank ha realizado un cambio de imagen el 12 de enero de 2007, reemplazando su antiguo logo cuadrado verde. Ha adoptado un nuevo logo y un nuevo eslogan: Megbízunk egymásban (Confiando en los demás). El banco espera recuperar la confianza en sus clientes, que dejaron el banco en los años recientes en favor de la competencia. La imagen intenta seducir a los clientes más jóvenes.

## Estrategia
En los próximos cinco años el banco prevé:
- Conseguir una posición de liderazgo en el mercado búlgaro
- Conseguir un retorno del capital cada año superior al 25%
- Disminuir el ratio de eficiencia al 50-53%

## Grupo OTP

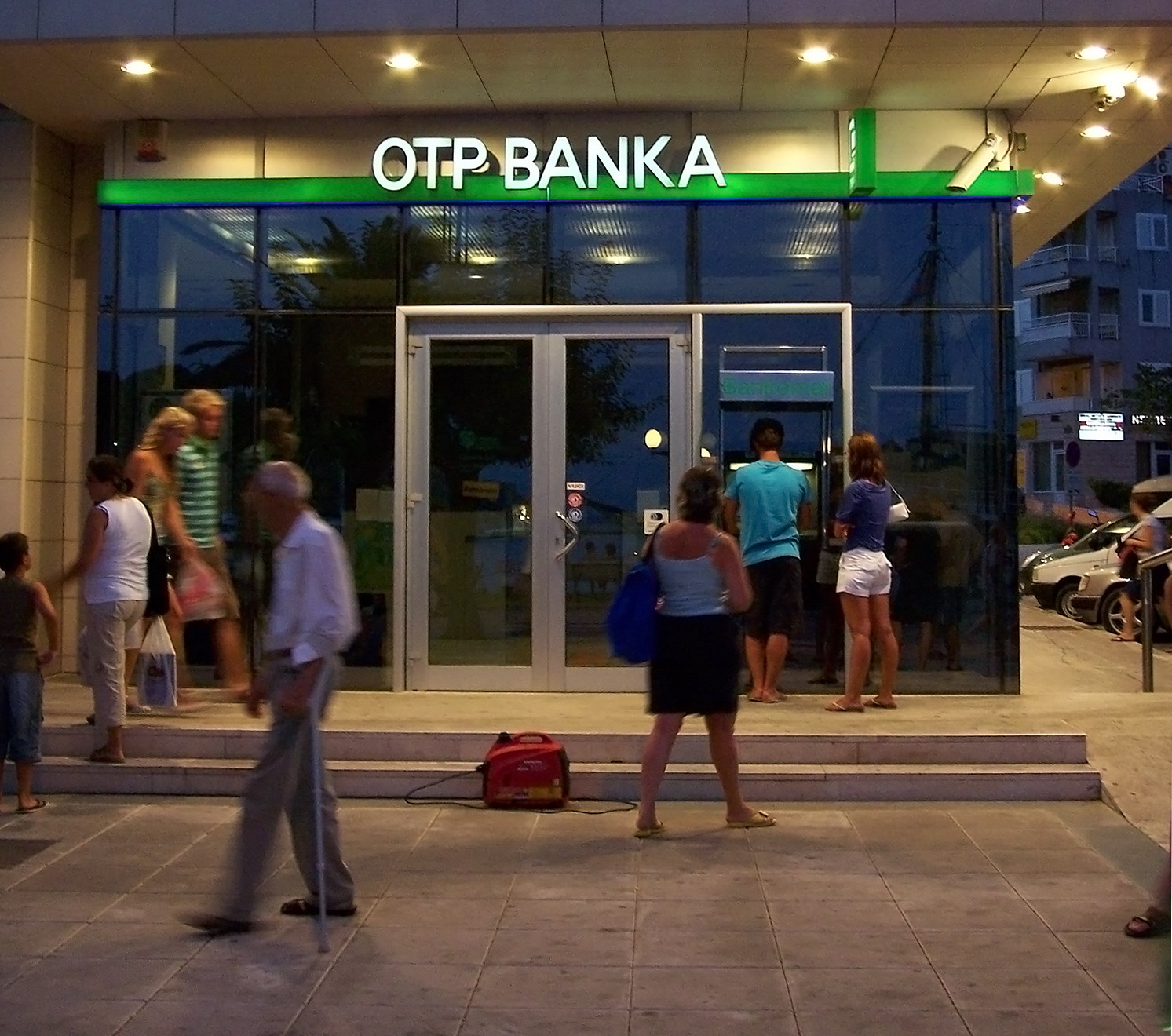
OTP Bank en Croacia.

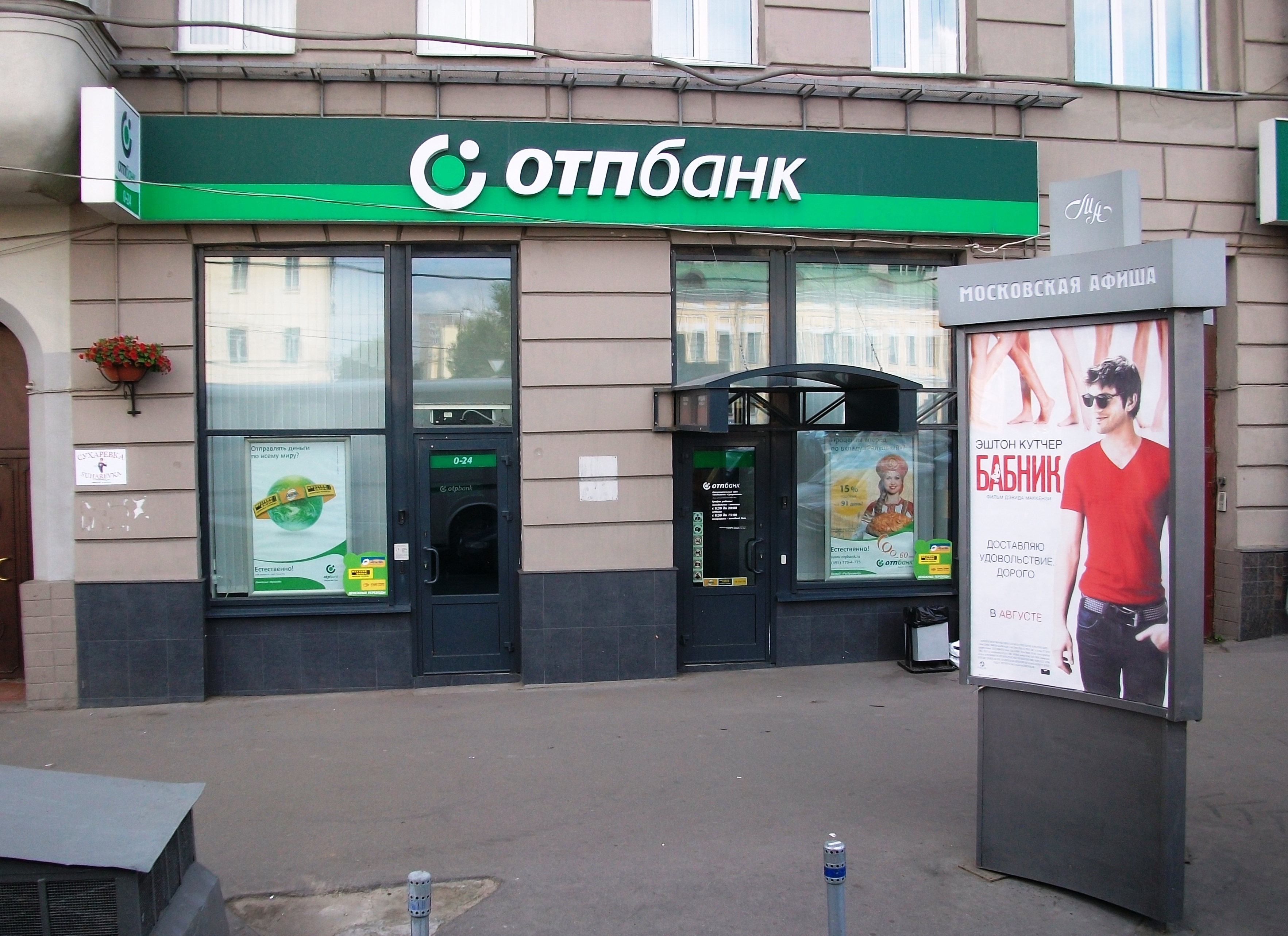
OTP Bank en Moscú, Rusia.

El banco mantiene una organización internacional llamada Grupo OTP. Las distintas partes del grupo operan en áreas de negocio distintas.
- OTP Bank Rt.-	Banco universal
- Merkantil Bank Ltd.-	Préstamos personales
- Merkantil Car Ltd.-	Auto Leasing
- Merkantil Lease Ltd.-	Leasing
- OTP Building Society Ltd.-	Caja de ahorros
- OTP Mortgage Bank Ltd.-	Banco hipotecario
- DSK BANK EAD, BULGARIA -	Banco universal
- OTP Banka Slovensko, a.s.-	Banco universal
- OTP Bank Romania SA-	Banco comercial
- OTP banka Hrvatska-	Banco comercial
- OTP Garancia Insurance Ltd.-	Compañía de seguros
- OTP Fund Management Ltd.-	Fondo de inversión
- OTP Real Estate Fund Management Ltd.-	Fondo de inversión
- Hungarian International Finance Ltd.-	Financiación internacional
- OTP Real Estate Ltd.-	Inmobiliaria
- OTP-SCD Lízing Rt.	-
- OTP Factoring Ltd.-	Factoring, forfeiting
- OTP Factoring Trustee Ltd.-	Evaluación de venta de propiedades
- OTP Pension Fund Ltd.-	Fondos de pensiones
- OTP Health Fund-	Fondos de Salud
- OTP Travel Ltd.-	Agencia de viajes
- OTP Életjáradék Rt.	-